# Battista Giovanni Morgagni
Battista Giovanni Morgagni (Forlì, 1682. február 25. – Padova, 1771. december 6.) olasz anatómus, egyetemi tanár. A modern anatómiai patológia atyjának, rendszeres kórbonctan megteremtőjének tartják.

## Életpályája
Szülei Fabrizio Morgagni és Maria Tornielli voltak. A Bolognai Egyetemen tanult.
Tanári működése jelentős: Giovanni Battista Morgagni több ezer orvostanhallgatót tanított számos országból a Padovai Egyetem anatómiaprofesszoraként eltöltött 56 év alatt. A rendszeres kórbonctan megteremtőjeként felismerte, hogy az egyes betegségek jellegzetes alaki elváltozásokat okoznak, amelyek alapján a kórisme felállítható. Írásaiban a kóros sérüléseket több mint 700 eset tüneteinek elemzésével vetette össze.

## Művei
- De sedibus et causis morborum (1761)

## Képgaléria

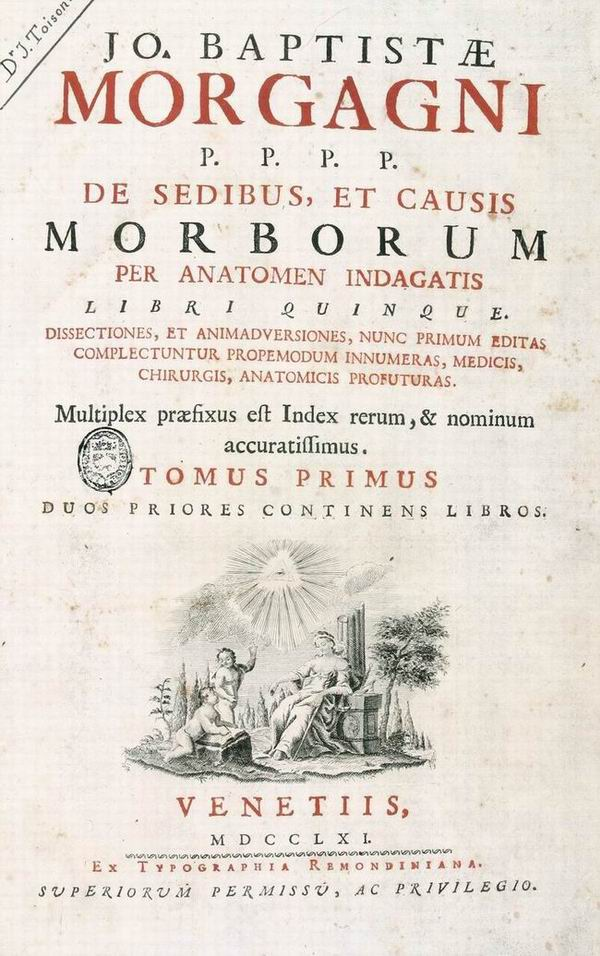
Művének címlapja
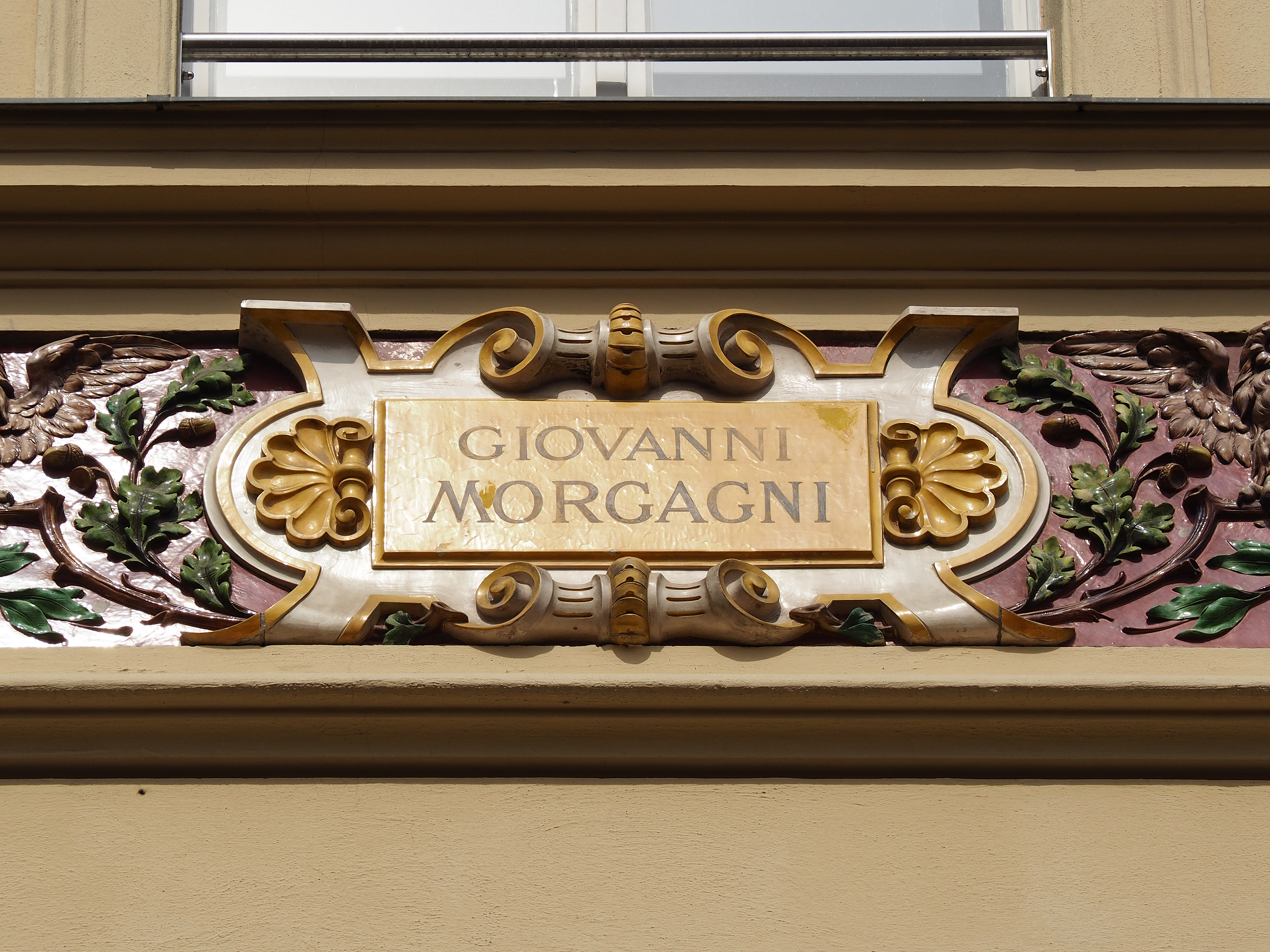
Emléktáblája Bécsben az Allgemeine Poliklinik épületén